# Перелешин, Валерий
Вале́рий Переле́шин (настоящие имя и фамилия Вале́рий Фра́нцевич Сала́тко-Петри́ще, в монашестве Герман; 7 [20] июля 1913 — 7 ноября 1992) — русский поэт, переводчик, журналист, мемуарист «первой волны» эмиграции.

## Биография
Родился в Иркутске. Происходил из старинного польско-белорусского рода.
В 1920 году эмигрировал с матерью в Харбин, где окончил гимназию и юридический факультет (1935), после чего начал изучать китайский язык и китайское право.
Первые стихи были опубликованы в 1928 году; в конце 1930-х в печати появляются и переводы с английского и китайского. В 1932 году вместе с Лариссой Андерсен и другими молодыми поэтами, жившими в Харбине, входил в возглавляемое Алексеем Ачаиром литературное объединение «Чураевка».
В 1938 году принял монашеский постриг под именем Герман в Казанско-Богородском монастыре в Харбине.
В 1939 году переехал в Пекин и начал работать в русской духовной миссии. Жил в помещении Миссии, работал библиотекарем.
В 1943 году направлен в Шанхай законоучителем реального учителя. 
В 1945 года сложил с себя монашество и священный сан, начал работать переводчиком в отделении ТАСС.
В 1946 году получил советское гражданство. В 1950 году решил переехать на постоянное жительство в США, но был выслан оттуда за попытку «создания китайской коммунистической партии» (впоследствии запрет был отменён).
В 1953 году переселился в Бразилию, в совершенстве овладев также и португальским языком; всю последующую жизнь прожил в Рио-де-Жанейро, где преподавал русский язык, работал продавцом в ювелирной лавке и др. 
С середины 1960-х начинается новый подъём поэтической и переводческой деятельности, которому, по признанию Перелешина, поспособствовали Юстина Крузенштерн-Петерец и Лидия Хаиндрова. В начале 1970-х не менее важную роль сыграла заочная влюблённость в юного тогда Евгения Витковского, с которым Перелешина соединила многолетняя переписка.

## Творчество
При жизни Перелешина вышли 14 сборников оригинальных стихотворений, автобиографическая «Поэма без предмета», антологии переводов из китайской и бразильской поэзии, перевод древнекитайского трактата «Дао Дэ Цзин»; многие стихотворения по сей день остаются неизданными. Считается одним из наиболее значительных поэтов русского зарубежья, самым значительным, наряду с Арсением Несмеловым, поэтом «восточной ветви» русской эмиграции и лучшим русским поэтом Южного полушария. Для его стихов (в основном в жанре философской медитативной лирики) характерна классическая манера с ориентацией на твёрдые формы. Перелешин — мастер сонета, в 1960—1980 гг. создал множество образцов этого жанра. Немаловажную роль в творчестве Перелешина играет тема Китая, который поэт называл своей второй родиной.

### Стихотворения и поэмы
- В пути: Стихи 1932—1937. — Харбин: Заря, 1937.
- Добрый улей: 2-я кн. стихотворений. — Харбин: Изд-во В. В. Плотникова, 1939.
- Звезда над морем: 3-я кн. стихотворений. — Харбин: Заря, 1941.
- Жертва: 4-я кн. стихотворений. — Харбин: Заря, 1944.
- Южный дом: 5-я кн. стихотворений. — Мюнхен, 1968 (pdf).
- Качель: 6-я кн. стихотворений. — Франкфурт-на-Майне: Посев, 1971 (pdf).
- Заповедник: 7-я кн. стихотворений. — Франкфурт-на-Майне: Посев, 1972 (pdf).
- С горы Нево: 8-я кн. стихотворений. — Франкфурт-на-Майне: Посев, 1975 (pdf).
- Ариэль: 9-я кн. стихотворений. — Франкфурт-на-Майне: Посев, 1976 (pdf).
- Три родины: 10-я кн. стихотворений. — Париж: Альбатрос, 1987 (pdf).
- Изъ глубины воззвахъ… 11-й сб. стихотворений. — Холиок: Нью Ингланд Паблишинг К°, 1987.
- Двое — и снова один? 12-й сб. стихотворений. — Холиок: Нью Ингланд Паблишинг К°, 1987.
- Вдогонку: 13-й сб. стихотворений. — Холиок: Нью Ингланд Паблишинг К°, 1988 (pdf)
- Поэма без предмета / Под ред. и с предисл. С. Карлинского. — Холиок: Нью Ингланд Паблишинг К°, 1989.
- Русский поэт в гостях у Китая: 1920—1952. Сб. стихотворений / Edited and with an Introduction and Notes by Jan Paul Hinrichs. — The Hague: Leuxenhoff Publishing, 1989. (Russian Emigré Literature in the Twentieth Century: Studies and Texts. Vol. 4.) (pdf).
- Собрание сочинений: В 3 т. / Сост., подгот. текста, коммент. В.А. Резвого. — М.: Престиж Бук, 2018. (Серия «Золотой Серебряный век»).
  - Т. 1. Три родины: Стихотворения и поэмы / Статья Ли Мэн. 608 с.
  - Т. 2. Кн. 1. Заблудившийся аргонавт: Стихотворения и поэмы. 448 с.
  - Т. 2. Кн. 2. В час последний: Стихотворения и поэмы / Статья Е. Витковского. 432 с.

### Переводы
- Кольридж С. Т. Сказание старого моряка / Пер. Валерия Перелешина. — Харбин: Заря, 1940.
- Стихи на веере: Антология китайской классической поэзии. — Франкфурт-на-Майне: Посев, 1970 (pdf).
- Цюй Юань. Ли Сао / Поэма в стихотворном переводе Валерия Перелешина с китайского оригинала. — Франкфурт-на-Майне: Посев, 1975.
- Южный крест: Антология бразильской поэзии. — Франкфурт-на-Майне: Посев, 1978.
- Дао дэ цзин / Пер. с кит. Валерия Перелешина. — М.: Фирма «КОНЁК», 1994.
- Лао-цзы. Дао дэ цзин: Поэма / Пер. с кит. В. Ф. Перелешина; Послесл. Д. Н. Воскресенского. — М.: Время, 2000.

### Книги на португальском языке
- Pereleshin V. Nos odres velhos [= Перелешин В. В ветхих мехах]. — Rio de Janeiro, 1983. (Перевод стихотворений с русского, английского и китайского.)
- Kuzmin М. Cánticos de Alexandria / Tr. V. Pereleshin, U. M. Passos [= Кузмин М. Александрийские песни / Пер. В. Перелешина, У. М. Пассоса]. — Rio de Janeiro, 1986.